# Walter Engines
La Walter Engines a.s. è un'azienda aeronautica ceca con sede a Praga specializzata in motori aeronautici.

## Storia
L'azienda venne fondata nel 1911 da Josef Walter per produrre motociclette e tricicli a motore. Nel 1913 l'azienda cominciò a produrre automobili inizialmente di propria progettazione e successivamente realizzando i modelli Fiat 508 Balilla e Fiat 514 su licenza. La produzione di automobili venne interrotta nel 1954.
Dall'inizio degli anni venti La Walter iniziò a specializzarsi in motori aeronautici, inizialmente producendo su licenza i tedeschi BMW e successivamente, dagli anni trenta, i britannici Bristol Jupiter, Mercury e Pegasus. In contemporanea, basandosi sull'esperienza acquisita fino ad allora, iniziò a progettare motori inediti a 4 e 6 cilindri in linea e, nel 1936, un dodici cilindri a V invertito raffreddato ad aria.
I motori Walter furono utilizzati durante la seconda guerra mondiale da velivoli di almeno 15 diverse aeronautiche.
Durante la guerra continuò a produrre anche motori Argus su licenza da utilizzare nei velivoli in forza alla Luftwaffe. Era prevista anche la costruzione del nuovo turbogetto BMW 003 ma non si riuscì ad avviarne la produzione.
Gli stabilimenti Walter riuscirono a rimanere intatti alle vicende belliche e nel 1946 l'azienda venne nazionalizzata assumendo la nuova ragione sociale di Motorlet n.e..
In quel periodo la produzione si rivolse alle nuove alleanze statali, inizialmente con la produzione su licenza di motori a pistoni sovietici e, dal 1952, realizzando il loro primo motore turbogetto, il Walter M05, il quale altro non era che il Klimov VK-1 basato sul Rolls-Royce Nene che equipaggiava il caccia MiG-15 esportato in numerosi paesi del patto di Varsavia e filosovietici. La Walter continuò la produzione di motori turbogetto di progettazione sovietica nel ventennio che va dagli anni cinquanta ai sessanta interrompendo quella dei motori a pistoni, trasferita  nel 1964 ad un'altra azienda aeronautica nazionale, la Avia.

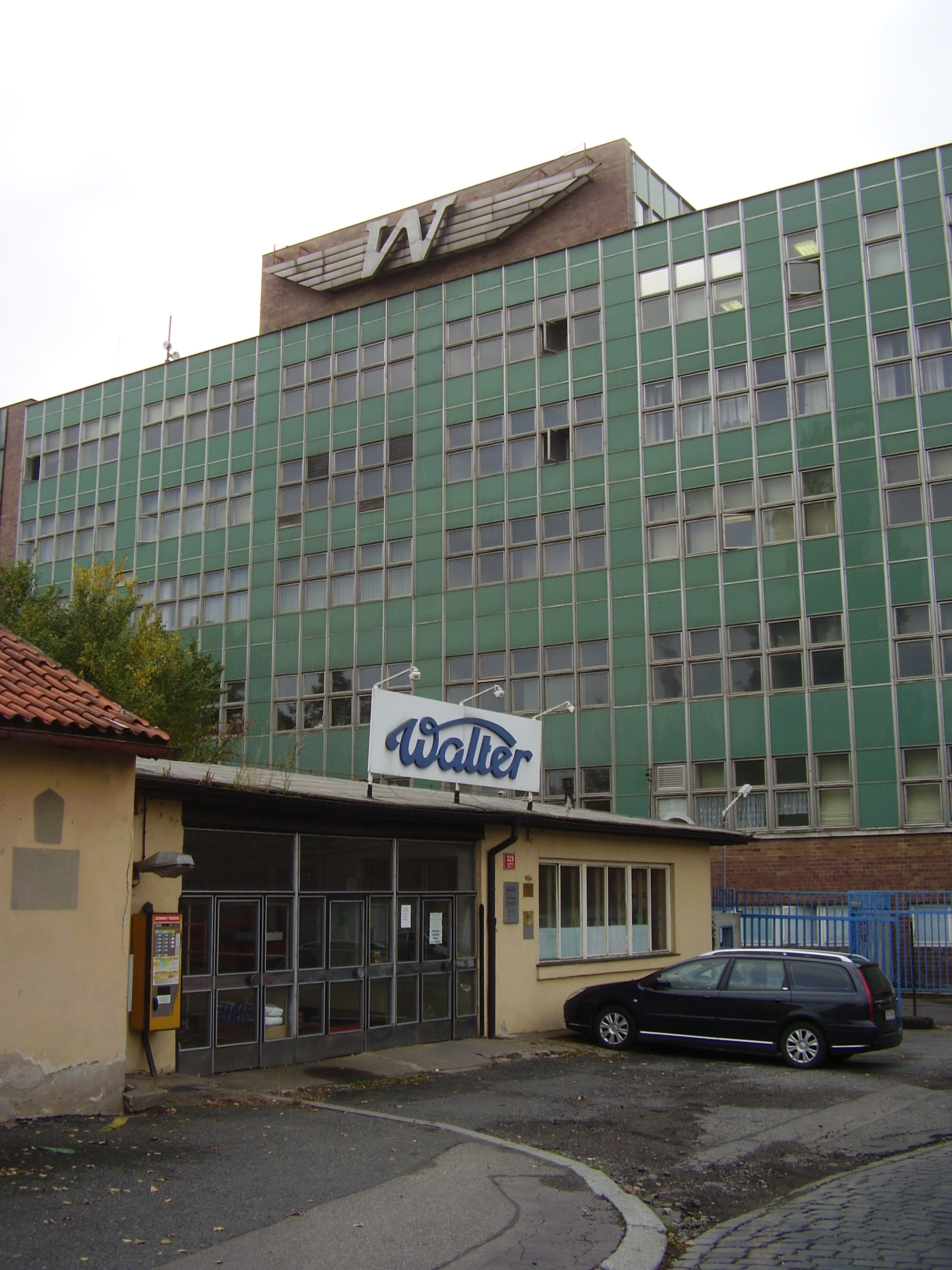
L'attuale sede aziendale.

Nel 1995 l'azienda venne privatizzata recuperando il nome originale Walter a.s. ed operando in generale nel settore aeronautico. Nel 2005 la produzione si rispecializzò nel solo settore motoristico assumendo la nuova denominazione Walter Engines a.s.. Nel luglio 2006 venne acquistata dalla società finanziaria ceca FF Invest e, nel marzo 2007 si accorpò con la divisione motori dell'Avia. Nel marzo 2007 viene annunciato che la Walter Engines a.s. sarà fusa con la Avia divisione aeromotori.
Nel settembre 2007 è stato annunciato che i beni patrimoniali aziendali (che non comprendono la sua attuale struttura a Praga) sarebbero stati acquistati da GE Aviation.

## Motori prodotti
- Walter Atlas: radiale 9 cilindri
- Walter Atom: boxer 2 cilindri
- Walter Bora: radiale 9 cilindri
- Walter Castor: radiale 7 cilindri
- Walter Gemma: radiale 9 cilindri
- Walter Junior: in linea 4 cilindri
- Walter Jupiter: radiale 9 cilindri (Bristol Jupiter prodotto su licenza)
- Walter M208
- Walter M332: in linea 4 cilindri
- Walter M337: in linea 6 cilindri
- Walter M601
- Walter Major 4: in linea 4 cilindri
- Walter Major 6: in linea 6 cilindri
- Walter Mars
- Walter Mercury: radiale 9 cilindri (Bristol Mercury prodotto su licenza)
- Walter Mikron: in linea 4 cilindri
- Walter Minor: in linea 4 cilindri
- Walter Mira R: radiale 7 cilindri (Pobjoy R prodotto su licenza)
- Walter Mistral K-14: radiale 14 cilindri doppia stella (Gnome-Rhône 14K prodotto su licenza)
- Walter NZ-40: radiale 3 cilindri
- Walter NZ-60: radiale 5 cilindri
- Walter NZ-85: radiale 7 cilindri
- Walter NZ-120: radiale 9 cilindri
- Walter Pegas: radiale 9 cilindri (Bristol Pegasus prodotto su licenza)
- Walter Pollux: radiale 9 cilindri
- Walter Regulus: radiale 5 cilindri
- Walter Sagitta: V12 rovesciato
- Walter Scolar: radiale 9 cilindri
- Walter Super Castor: radiale 9 cilindri
- Walter Vega
- Walter Venus: radiale 7 cilindri